# Гуринець Федір Олександрович
Федір Олександрович Гурине́ць (нар. 8 грудня 1988, Чернігів, Україна) — український актор театру та кіно. Здобув популярність за межами батьківщини після виходу серіалу «Сашка».

## Біографія
Народився 8 грудня 1988 року в Чернігові у сім'ї Олександра Гуринця та Світлани Кравченко. Має старшого брата. Протягом 15 років професійно займався танцями (модерн, хіп-хоп, народні танці). Як каже сам артист, його шкільні оцінки сильно відрізнялися залежно від того, про який предмет йшлося. Те, що подобалося, хлопчик знав на зубок, інші предмети вивчав, дотягаючи до трійок і четвірок. В школі юнак грав у КВН, брав участь в танцювальних номерах та виставах.
У 2005 році Гуринець стає студентом Національного університету театру, кіно і телебачення імені І. К. Карпенко-Карого в Києві. Паралельно Федір навчався у самого Богдана Ступки — актор вів експериментальний курс при Київському драматичному театрі імені І.Франка.
Федір грав ролі другого плану в популярних виставах. Серед них і педагог Семен Медведенко з «Чайки» А. П. Чехова, і ритор Горобець з «Вія» за повістю Миколи Гоголя, та інші персонажі. Наступні декілька років Гуринець віддав завершенню освіти та роботі на телебаченні. У 2009 році актора запросили на український музичний канал М1, де хлопець вів хіт-парад «Нові російські гірки». В середині наступного року, завершивши освіту. актор зрозумів, що гра в театрі не його покликання та вирішив повністю присвятити себе кінематографу.

## Кінокар'єра
Під час навчання Федір вирішив спробувати себе в кіно. У 2007 році він пройшов проби й знявся в епізоді детективного серіалу «Геній порожнього місця». Теледрама транслювалася роком пізніше, таким чином, фільмографію Гуринець відкрив у 2008 році. У тому ж році вийшли ще два проєкти за участю актора. У серіалі «Сила тяжіння» Федір з'явився разом зі своїм наставником Богданом Ступкою. У мелодрамі «Казка про жінку та чоловіка» артист потрапив в акторський ансамбль, який очолили Марія Голубкіна і Олексій Серебряков.
З'явившись у двох телевізійних проєктах Антона Гойди, у 2011 році Гуринець виконав одну з головних ролей в багатосерійному фільмі «Биття серця». Це був повністю російський проєкт, транслювалася стрічка на каналі «Росія-1». Артист все частіше з'являється в серіалах, знятих для цього каналу.
Проривним для артиста стає 2012 рік. Працьовитий Гуринець задіяний в 9 проєктах російського, українського та спільного виробництва. Вперше серіал за участю Федора — «Лист очікування» — транслюється в Ізраїлі. В кінці року актор отримує головну роль в серіалі «Фродо» (показаний на «Росії-1» навесні 2013 року) і потрапляє в надуспішний проєкт «Свати». У 6 сезоні рейтингового проєкту, створеного Володимиром Зеленським, Гуринець грає Влада Муроса. Його партнеркою по майданчику стає Анна Кошмал, виконавиця ролі Жені. Широку популярність Федору приносить їх наступний спільний проєкт — серіал «Сашка». У новорічну ніч Федір з'явився на українських екранах в мюзиклі за мотивами «Аліси в країні чудес».
2015 року актор бере участю в повнометражному проєкті «Полон». Прем'єра відбулася на Одеському кінофестивалі. Режисером фільму виступив Анатолій Матешко — автор серіалу «Геній порожнього місця», в якому Гуринець зіграв дебютну роль.
Гуринець стає все більш популярним. У 2016 році фільмографія актора поповнюється відразу дюжиною робіт. Серед них 40-серійна мелодрама «Мереживо долі».
У 2017 році актор з'явився в проєктах «Райське місце», « Було у батька два сини», «Кафе на Садовій», після чого приєднався до складу мелодраматичного телефільму «Чужі рідні» (2018) з Анною Кошмал, де отримав головну роль. Це третій спільний проєкт артистів. 8-серійну мелодраму показали навесні в Україні. Також Федір Гуринець знімається в 7 сезоні «Сватів».

## Особисте життя
Актор не любить говорити про особисте життя, вважаючи за краще тримати в таємниці відповідь на питання про наявність у нього постійної дівчини. Водночас у Федора багато подруг серед колег по майданчику. Анна Кошмал розповіла в інтерв'ю, що під час зйомок «Сашки» склалася «дружня банда», куди входила вона, Федір, Влада Марчак і Наталія Денисенко. Актори продовжили спілкуватися і по завершенні роботи над проєктом.
Себе Федір описує як непросту, прискіпливу людину, яка звертає увагу на підтримку чистоти й порядку. Зізнається, що любить дітей, із задоволенням спілкується з хрещениками, але до формування сім'ї не готовий. Зріст актора — 190 см.
Своїм хобі Гуринець називає подорожі Україною. Фото з поїздок артист публікує в «Інстаграмі».

## Фільмографія[4]
| Рік       |   | Назва                             | Роль                              |
| --------- | - | --------------------------------- | --------------------------------- |
| 2008      | с | Геній порожнього місця            | епізод                            |
| 2008      | с | Сила тяжіння                      | Толік                             |
| 2008      | с | Казка про жінку та чоловіка       | Денис                             |
| 2010      | с | Віра, Надія, Любов                | Игор                              |
| 2010      | с | Домашній арешт                    | Василь                            |
| 2010      | с | Тільки кохання                    | Тичка                             |
| 2011      | с | Биття серця                       | Кеша                              |
| 2012      | с | Лист очікування                   | Вася Тимофєєв, диспетчер          |
| 2012      | с | Джамайка                          | Гена Бобков                       |
| 2012      | ф | Лекції для домогосподарок         | Ілля                              |
| 2012      | ф | Коханець для Люсі                 | Гарік, фотооператор               |
| 2012      | с | Мамочка моя                       | Андрій                            |
| 2012      | с | Порох и дробь                     | капловухий першокурсник           |
| 2012      | ф | Страшна красуня                   | Павлик                            |
| 2013      | с | Фродя                             | Макс                              |
| 2012-2013 | с | Свати- 6                          | Влад Мурос                        |
| 2013      | с | Два Івана                         | Толік Захаров                     |
| 2013      | с | Жіночий лікар 2                   | Валєра, водій                     |
| 2013      | с | Кохання з випробувальним терміном | Ілля, молодий пасічник            |
| 2013      | с | Поцелуй!                          | Денис Бондарчук                   |
| 2013-2014 | с | Сашка                             | Максим                            |
| 2014      |   | Аліса в країні чудес              |                                   |
| 2014      | с | Брат за брата 3                   | наркодилер Чулок                  |
| 2014      | с | Дворняжка Ляля                    | Слава                             |
| 2014      | с | Дело на двоих                     | Марат                             |
| 2014      | с | Племяшка                          | Діма Шалімов                      |
| 2015      | ф | Полон                             | поранений                         |
| 2015      | с | За законами воєнного часу         |                                   |
| 2015      | с | Заради кохання я все зможу        | Валерій Синиця                    |
| 2016      | с | 25-й час                          | Женя                              |
| 2016      | с | Громадянин Ніхто                  | Камишев                           |
| 2016      | с | Гроза над Тихоречьем              | Артем, син Павла                  |
| 2016      | с | Експрес-відрядження               | Едик, секретар Артура             |
| 2016      | с | Жінка його мрії                   | Артем                             |
| 2016      | с | Майор та магія                    |                                   |
| 2016      | с | На лінії життя                    | Саша Коваленко, зірка шоу-бізнесу |
| 2016      | с | Не зарікайся                      | Костя Колесніков                  |
| 2016      | с | Мереживо долі                     | Шпала                             |
| 2016      | с | Поганий хороший коп               | Ігнат                             |
| 2016      | ф | Сережки                           |                                   |
| 2016-2017 | с | Райське місце                     | Стас Чуйка                        |
| 2017      | с | Було у батька два сини            | Маріс                             |
| 2017      | с | Кафе на Садовій                   | Артем                             |
| 2017      | с | Той, хто не спить                 | Мурік                             |
| 2018      | с | Чужі рідні                        | Вадим                             |
| 2019      | с | Свати - 7                         | Влад Мурос                        |
| 2019      | с | Сонячний листопад                 | Вася фитнес-тренер                |
| 2019      | с | У неділю зранку зілля копала      | Василь                            |
| 2019      | с | На твоєму боці                    | Никита                            |
| 2019      | с | Доньки-матері                     | Макс                              |
| 2019      | с | ні кроку назад                    | Григорий Зеланд                   |
| 2019      | с | Братья по крови                   | Коля Романюк                      |
| 2019      | ф | Кошмарний директор, або Школа № 5 | вчитель інформатики               |
| 2020      | с | Сашина справа                     | Макс                              |
| 2020      | с | Братья по крови 2                 | Коля Романюк                      |
| 2020      | с | ні кроку назад 2                  | Григорій Зеланд                   |
| 2021      | с | Се ля ви                          | Николай                           |
| 2025      | ф | Відпустка наосліп                 | Богдан                            |